# Liste der Monuments historiques in Launaguet
Die Liste der Monuments historiques in Launaguet führt die Monuments historiques in der französischen Gemeinde Launaguet auf.

## Liste der Bauwerke
| Bezeichnung          | Beschreibung              | Standort        | Kennzeichnung | Schutzstatus | Datum | Bild           |
| -------------------- | ------------------------- | --------------- | ------------- | ------------ | ----- | -------------- |
| Ziegelei             | Erbaut 1829/30            | Miremont (Lage) | PA00094367    | Classé       | 1984  |                |
| Schloss              | Erbaut 1845               | (Lage)          | PA00094690    | Classé       | 1993  | weitere Bilder |
| Kirche St-Barthélemy | Erbaut im 19. Jahrhundert | (Lage)          | PA31000095    | Inscrit      | 2016  | weitere Bilder |